# Сливница
Сливница (болг. Сливница) — город в Болгарии. Находится в Софийской области, административный центр общины Сливница. Население города составляет 7055 человек (2022).
Город расположен в северо-западной части Софийской котловины в 30 км от Софии и в 25 км от границы Болгарии с Сербией. Через город проходит железнодорожная линия София — Белград и автотрасса E 80 София — Драгоман — Димитровград (Сербия) — Белград.

## Политическая ситуация
Кмет (мэр) общины Сливница — Васко Стоилков (ГЕРБ) по результатам выборов 2011 года в правление общины.

## Галерея

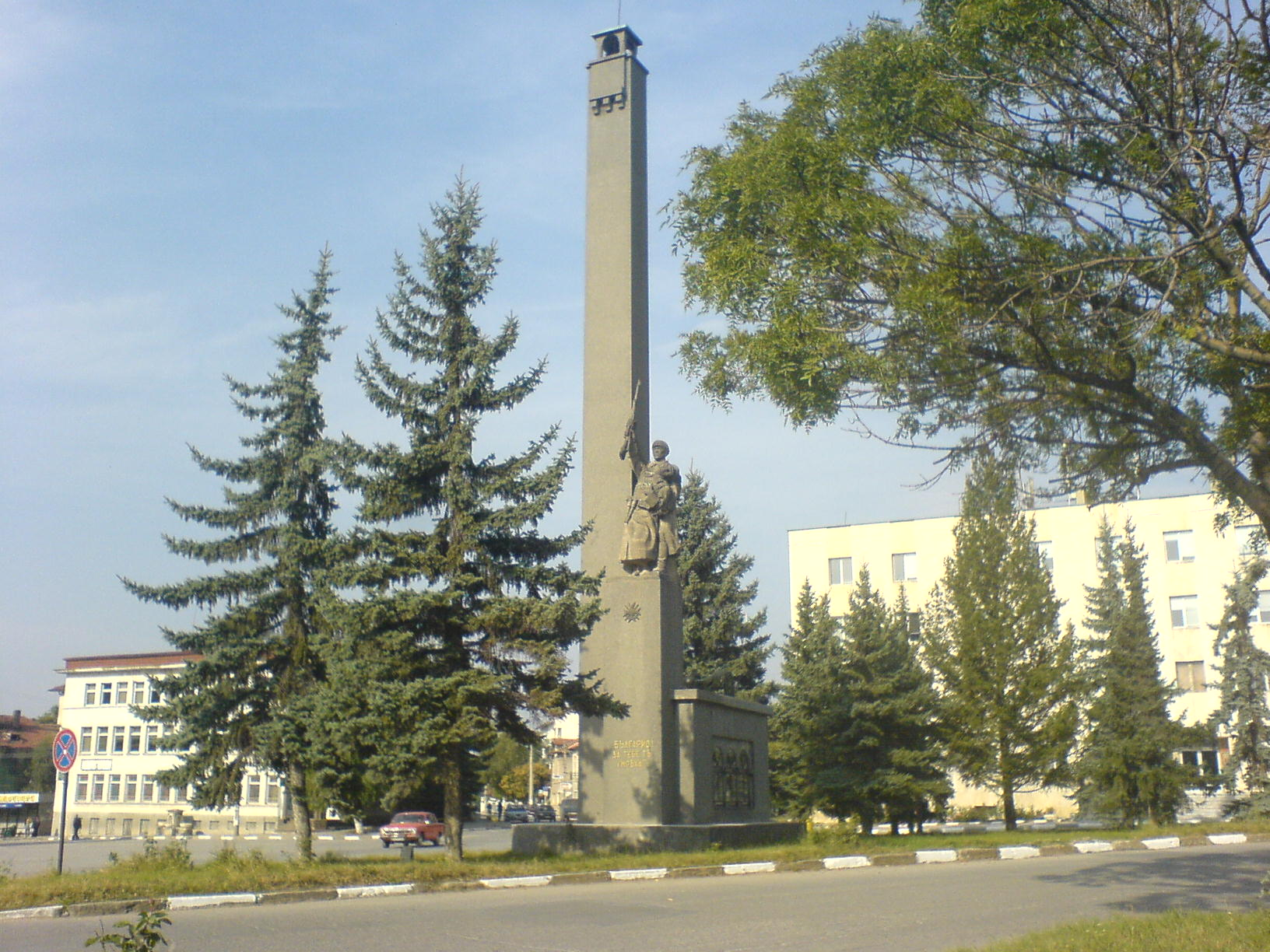
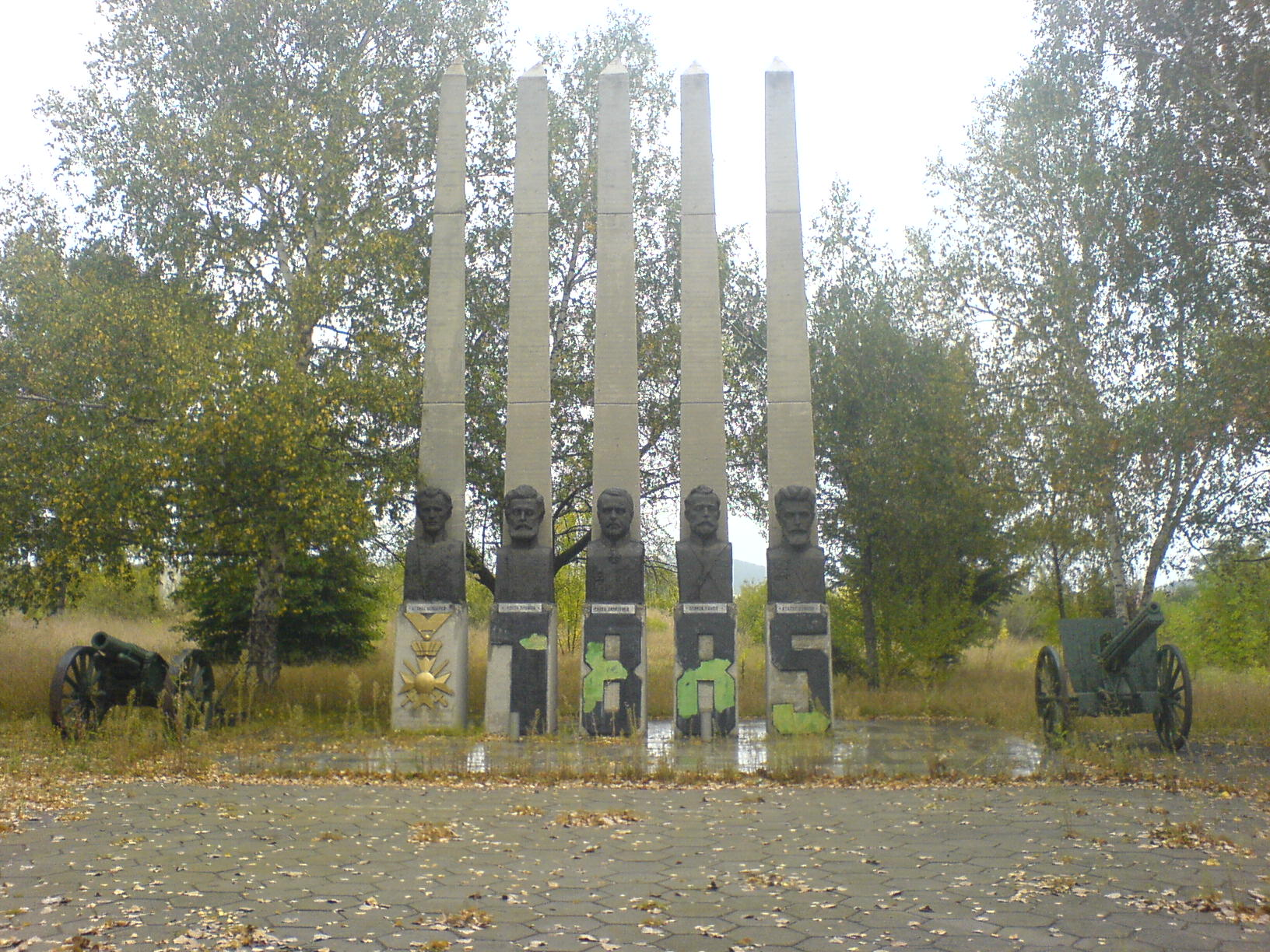
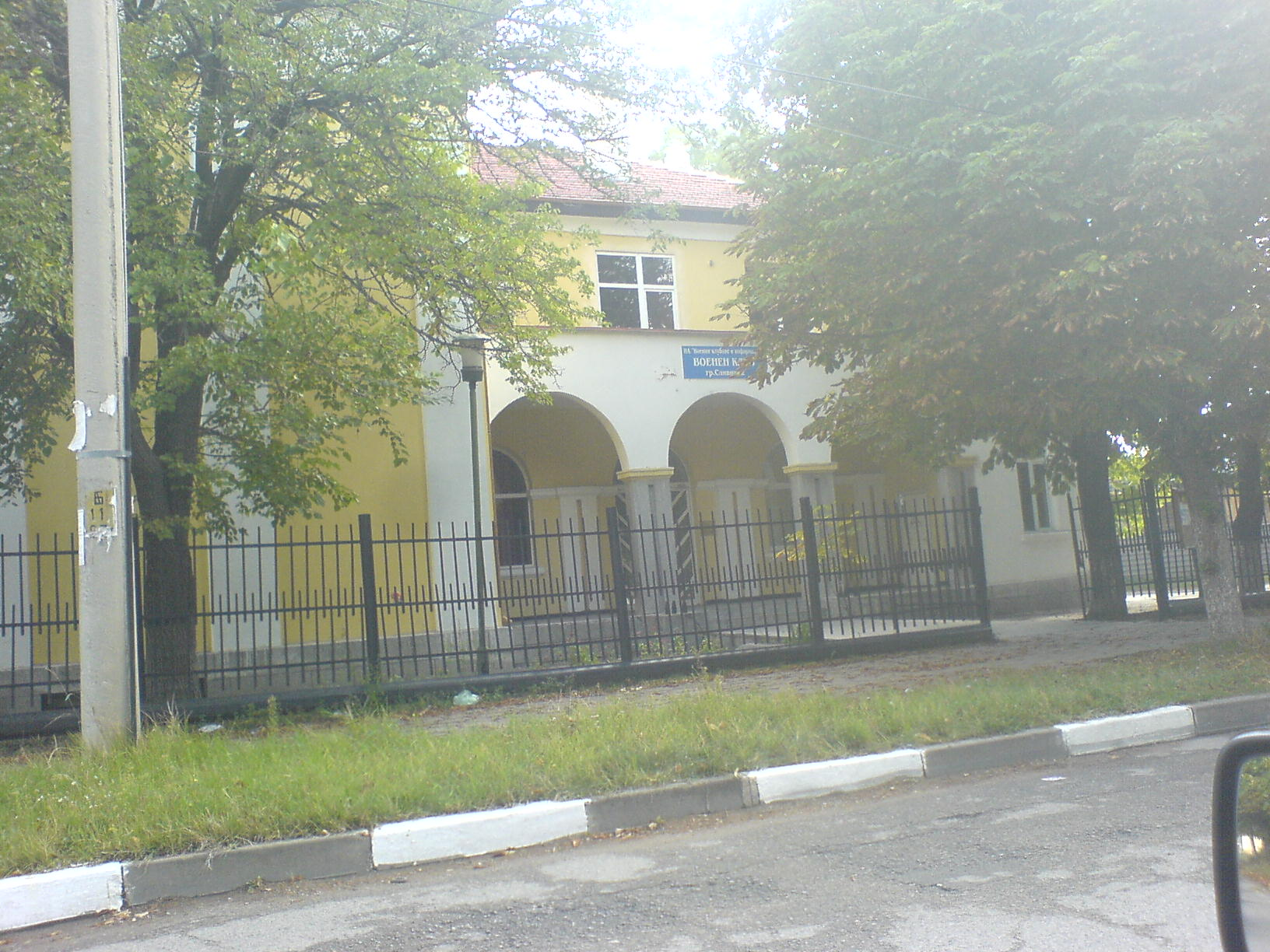
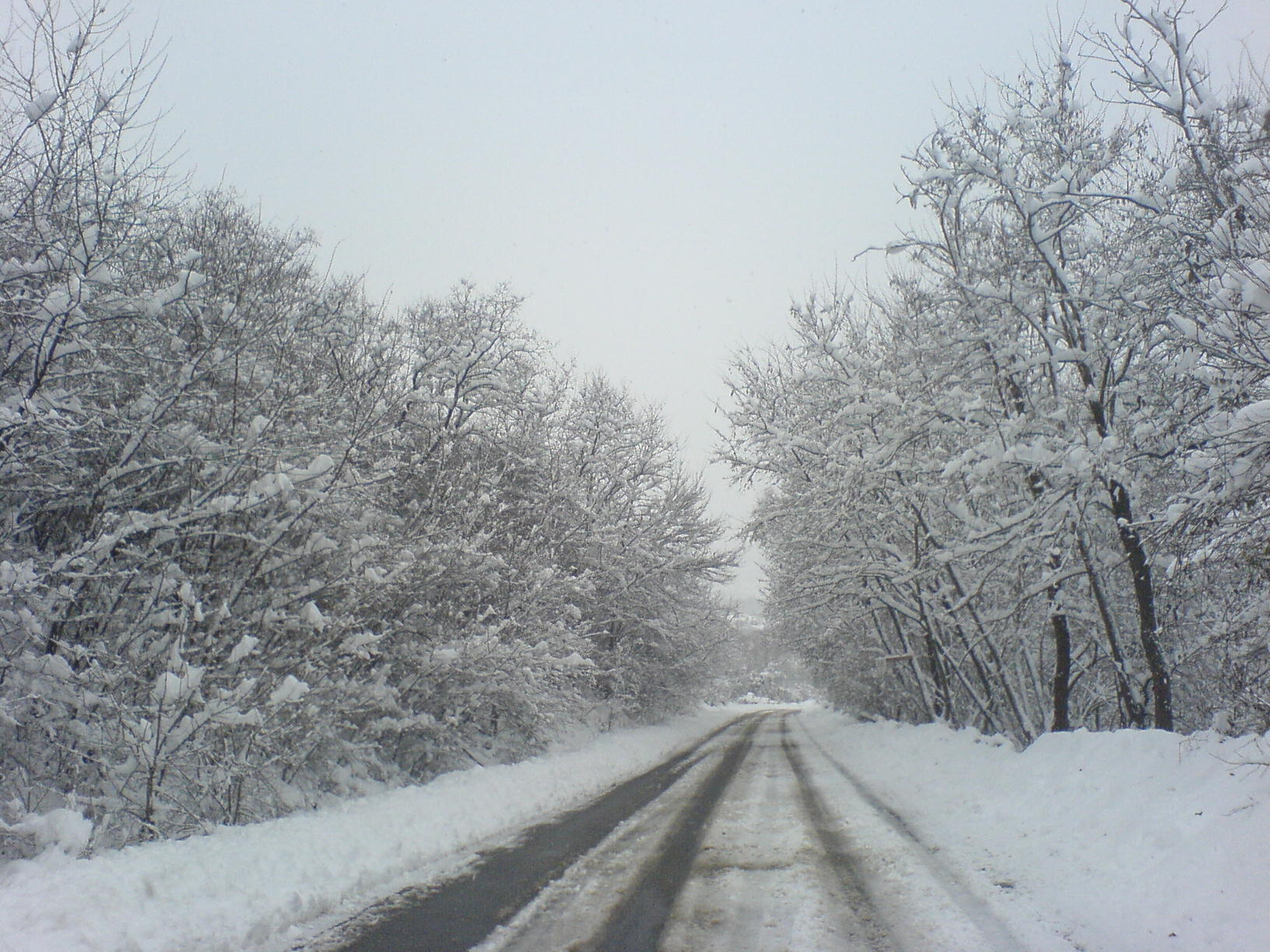
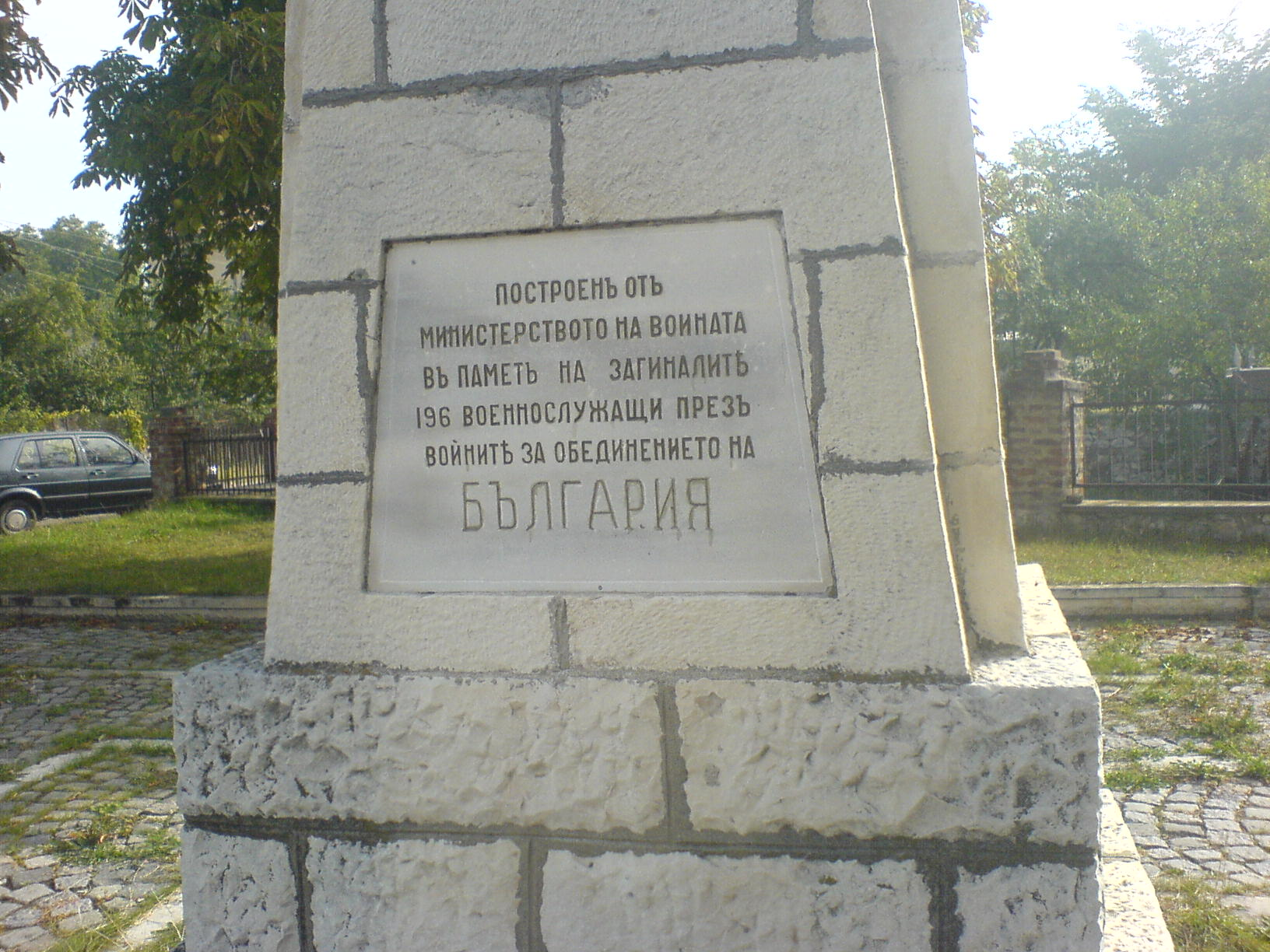
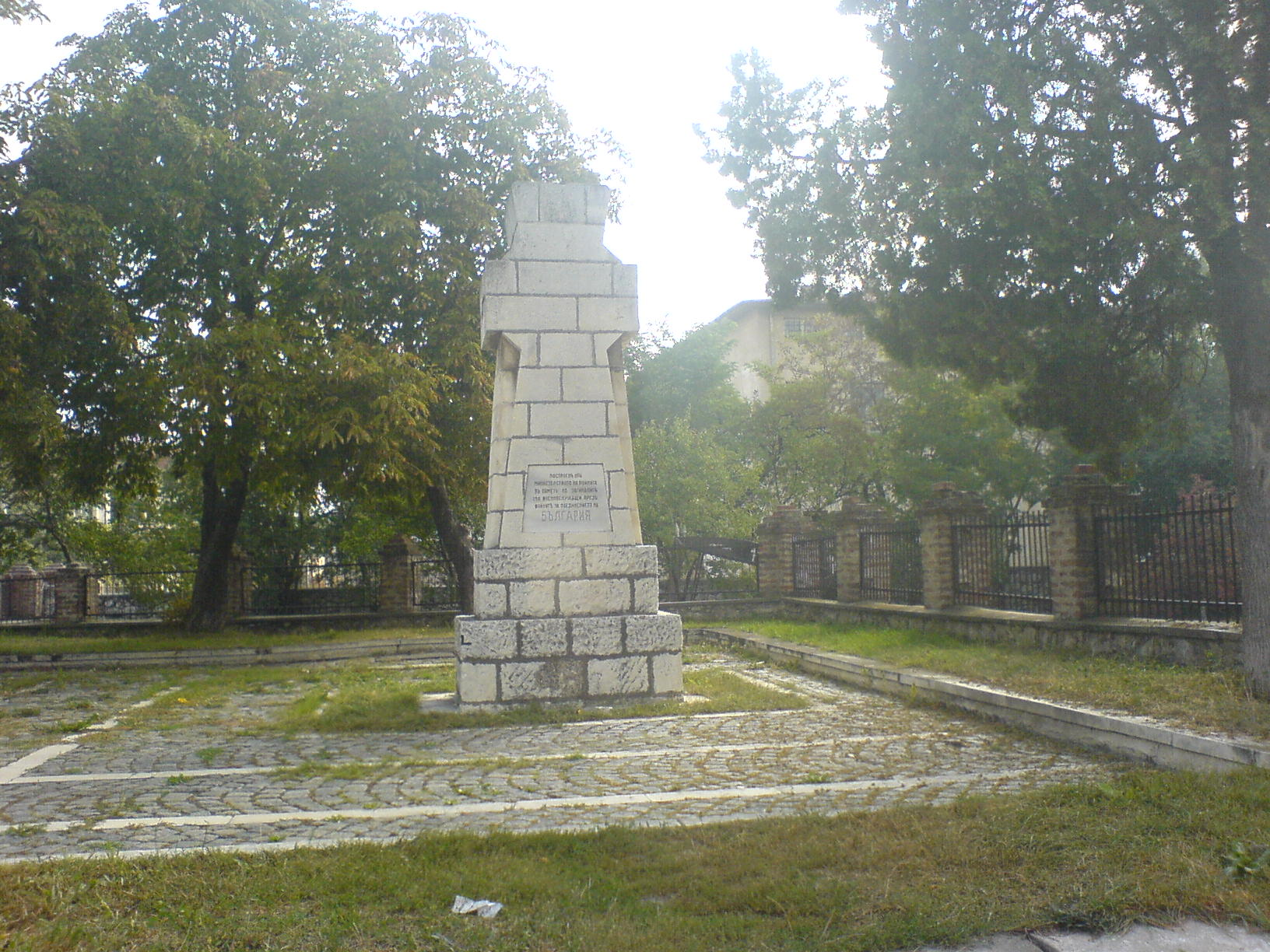
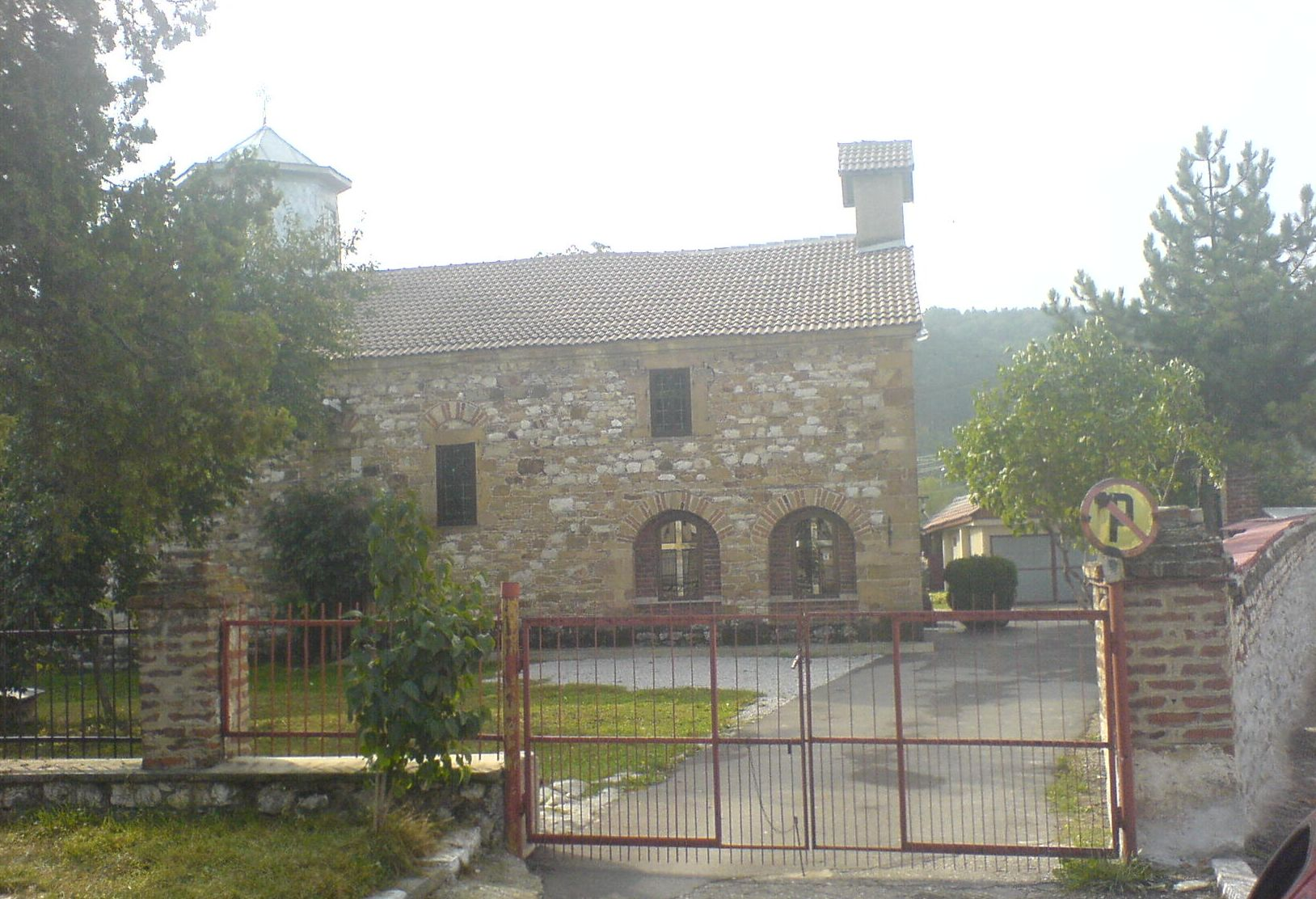
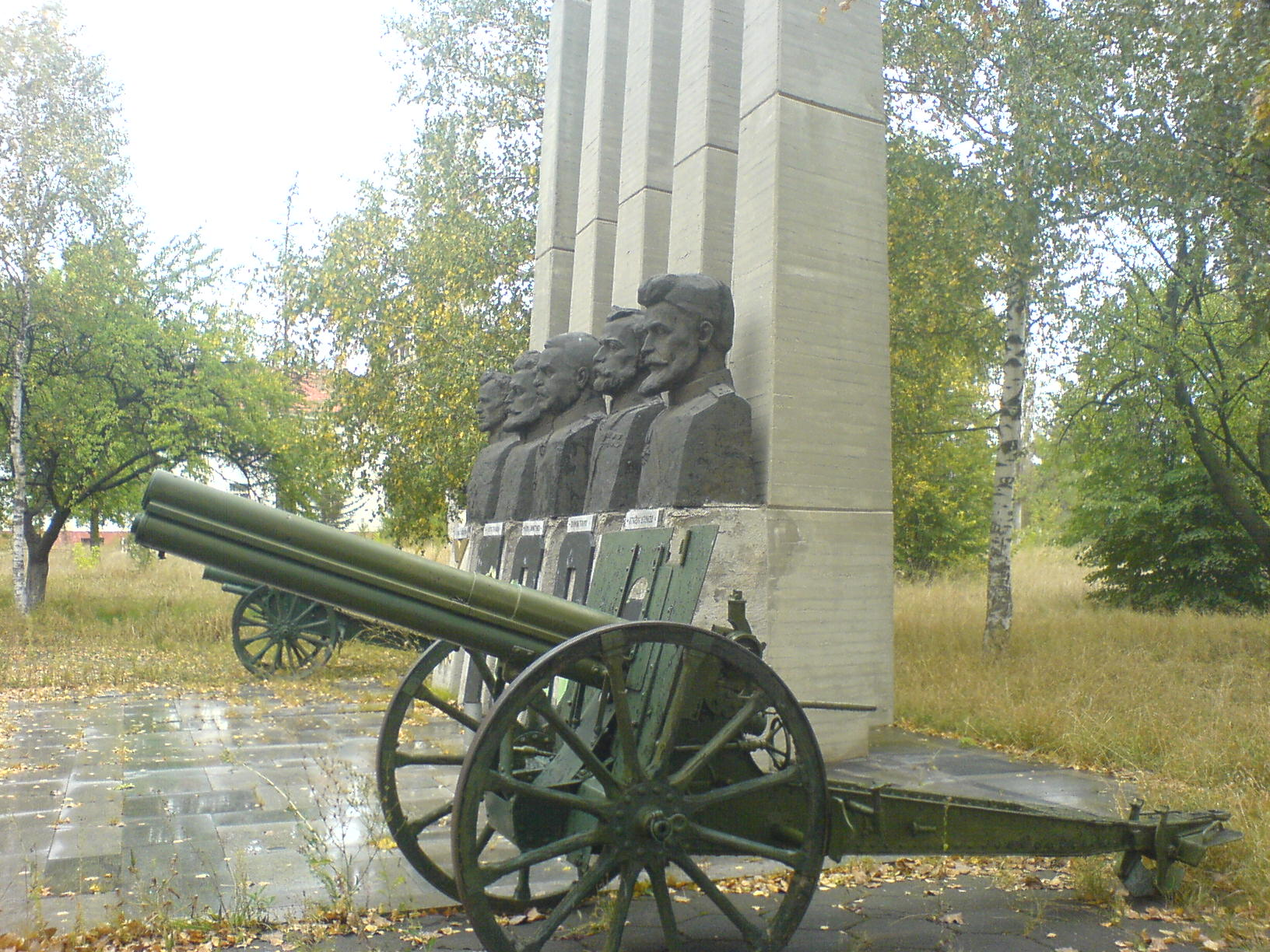
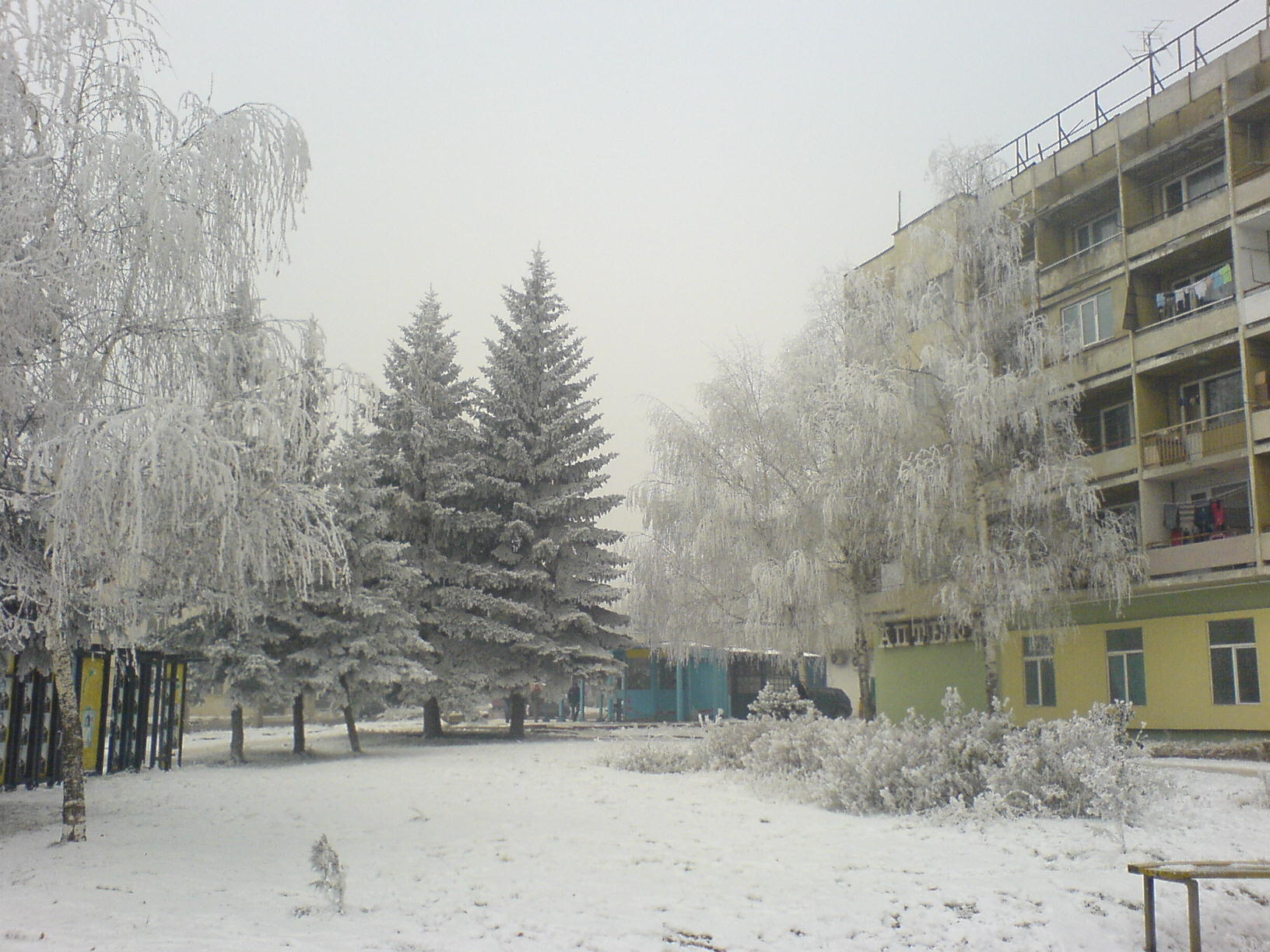
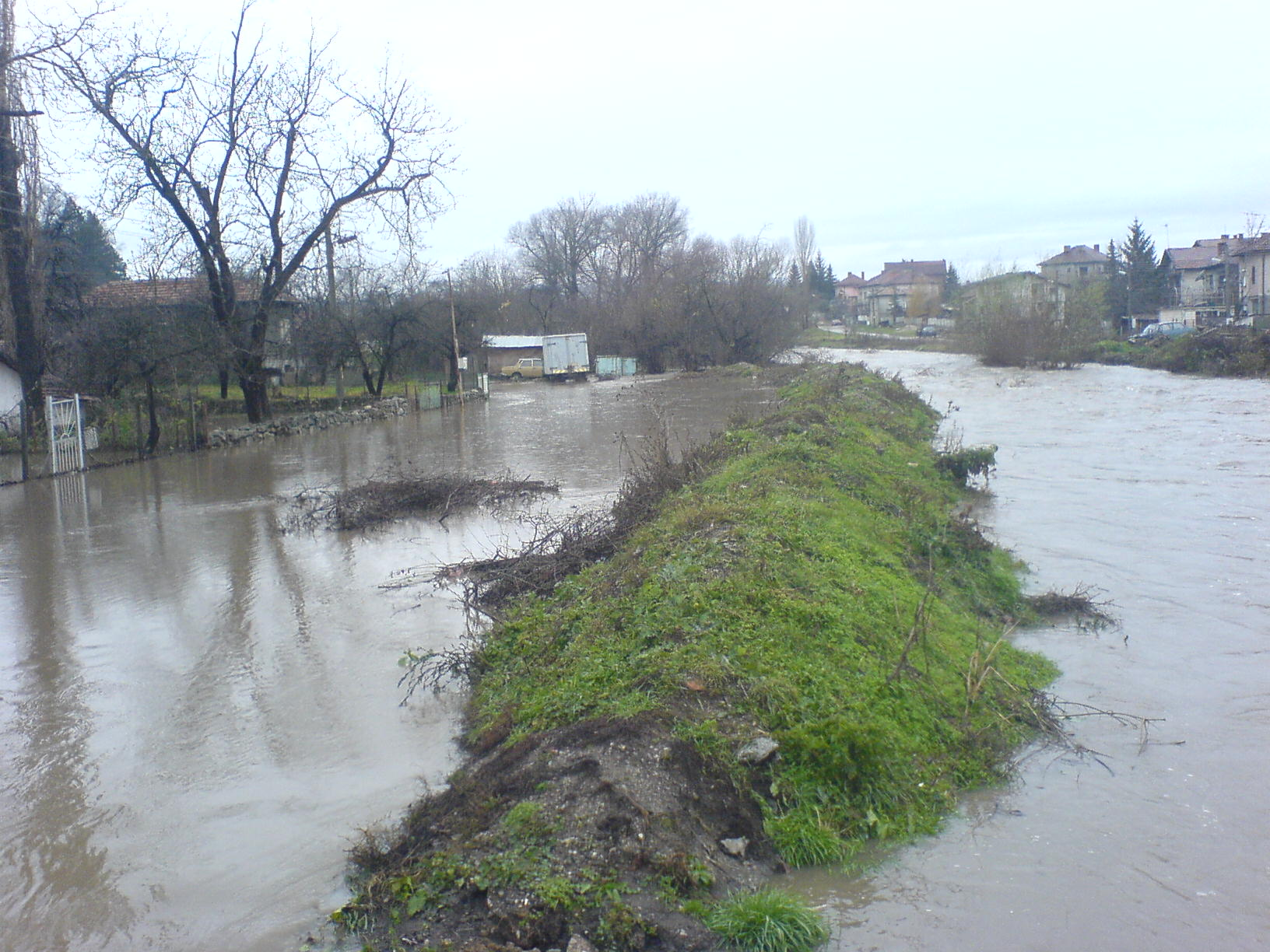
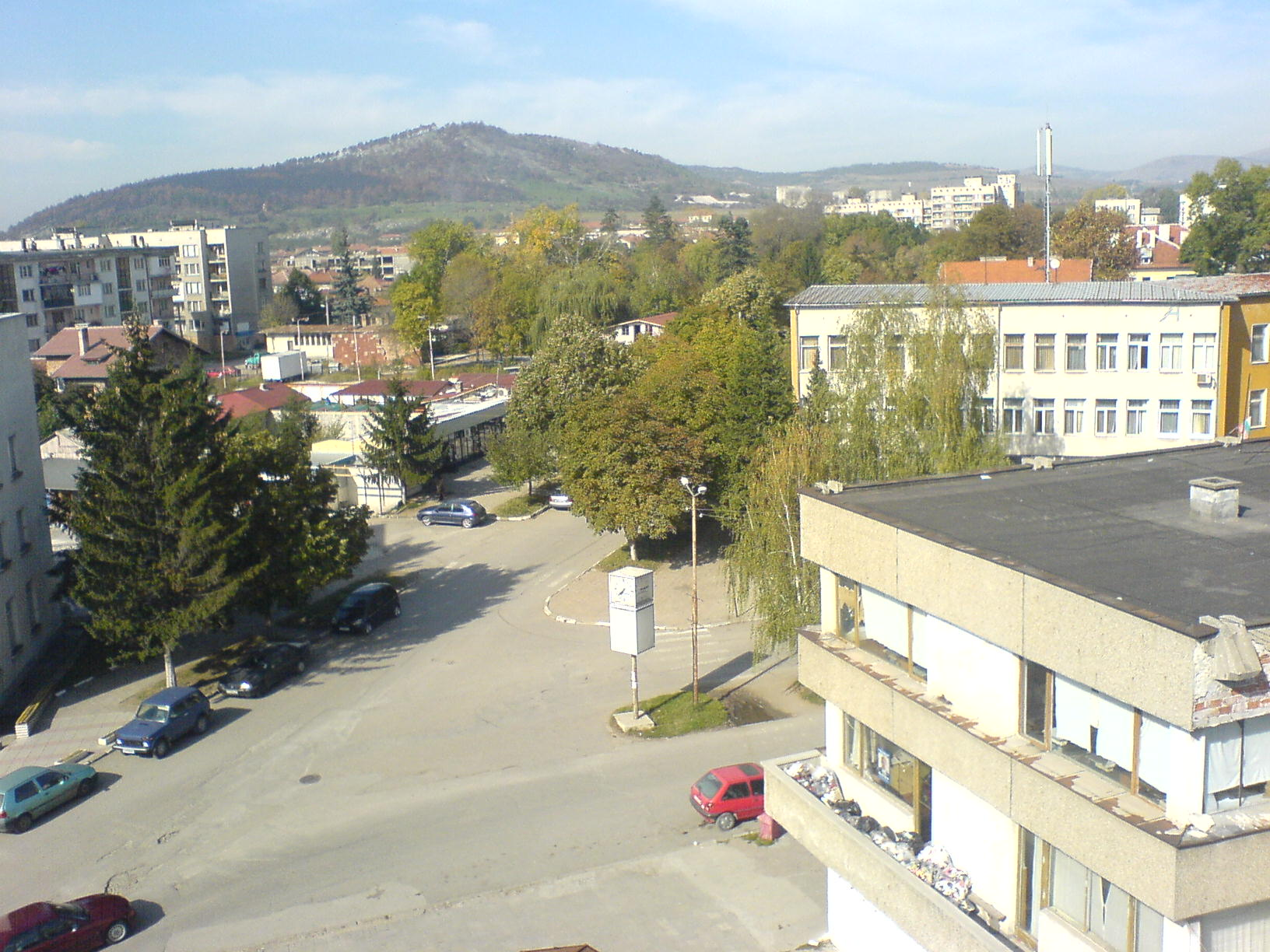
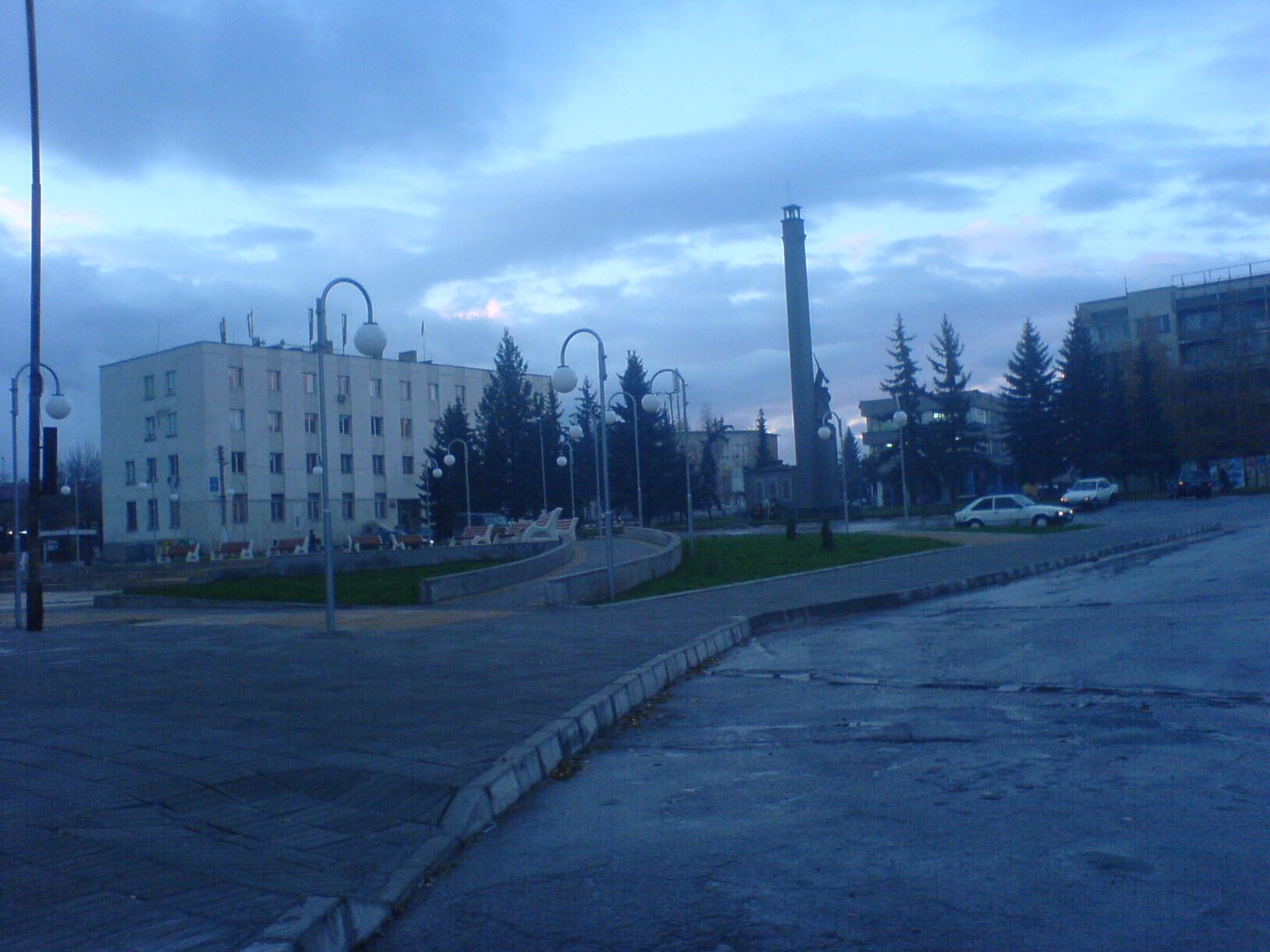
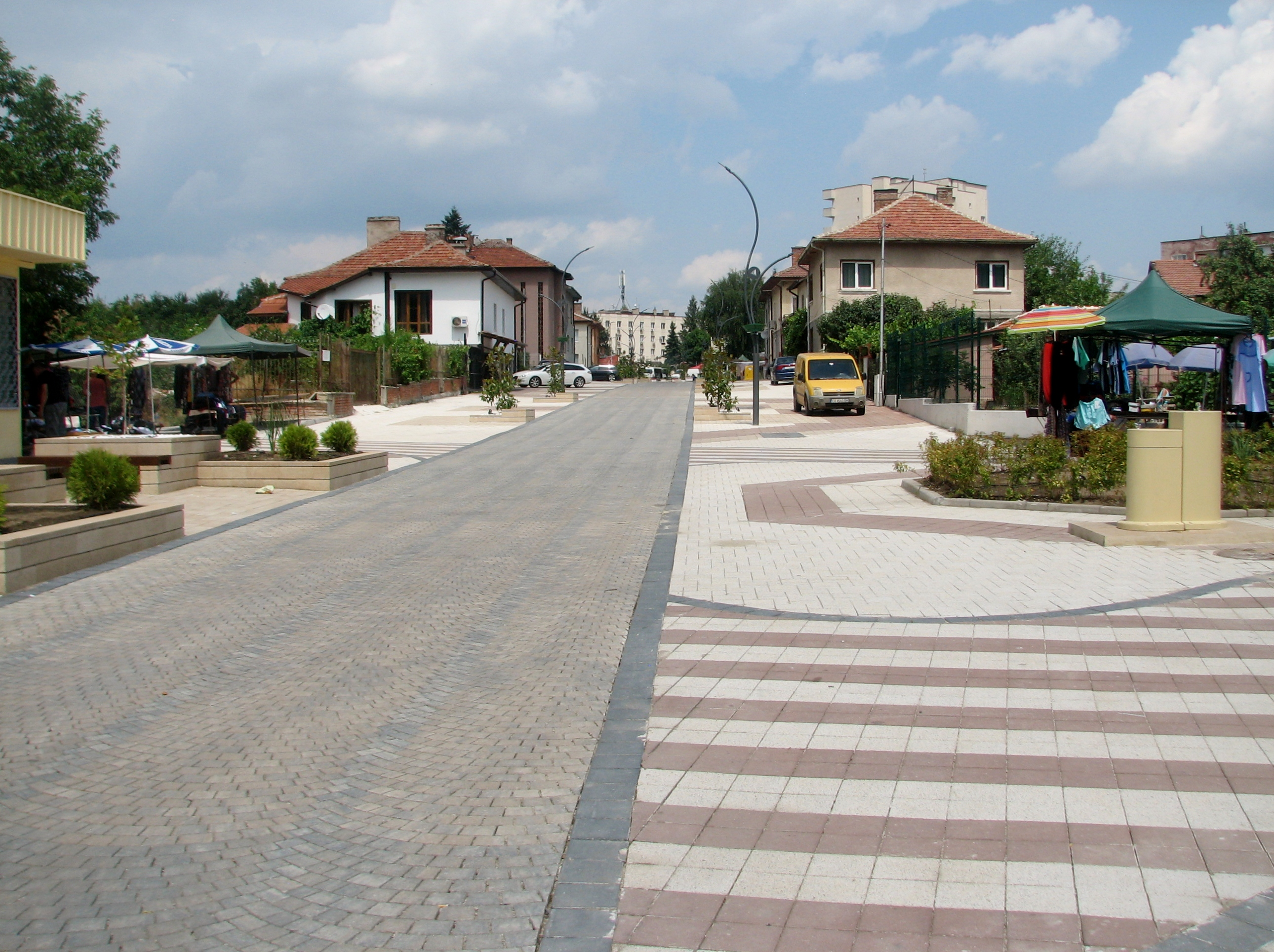
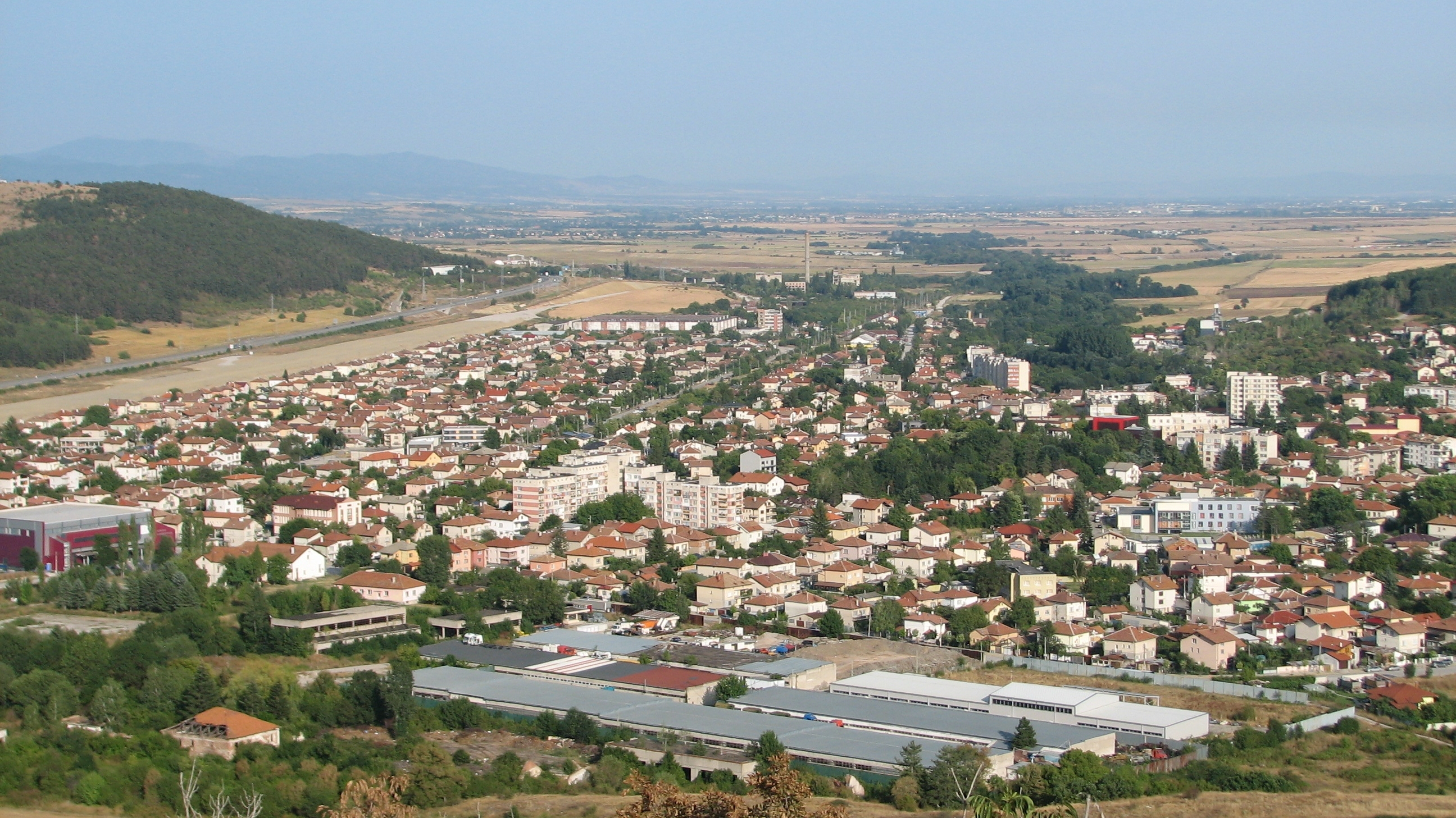
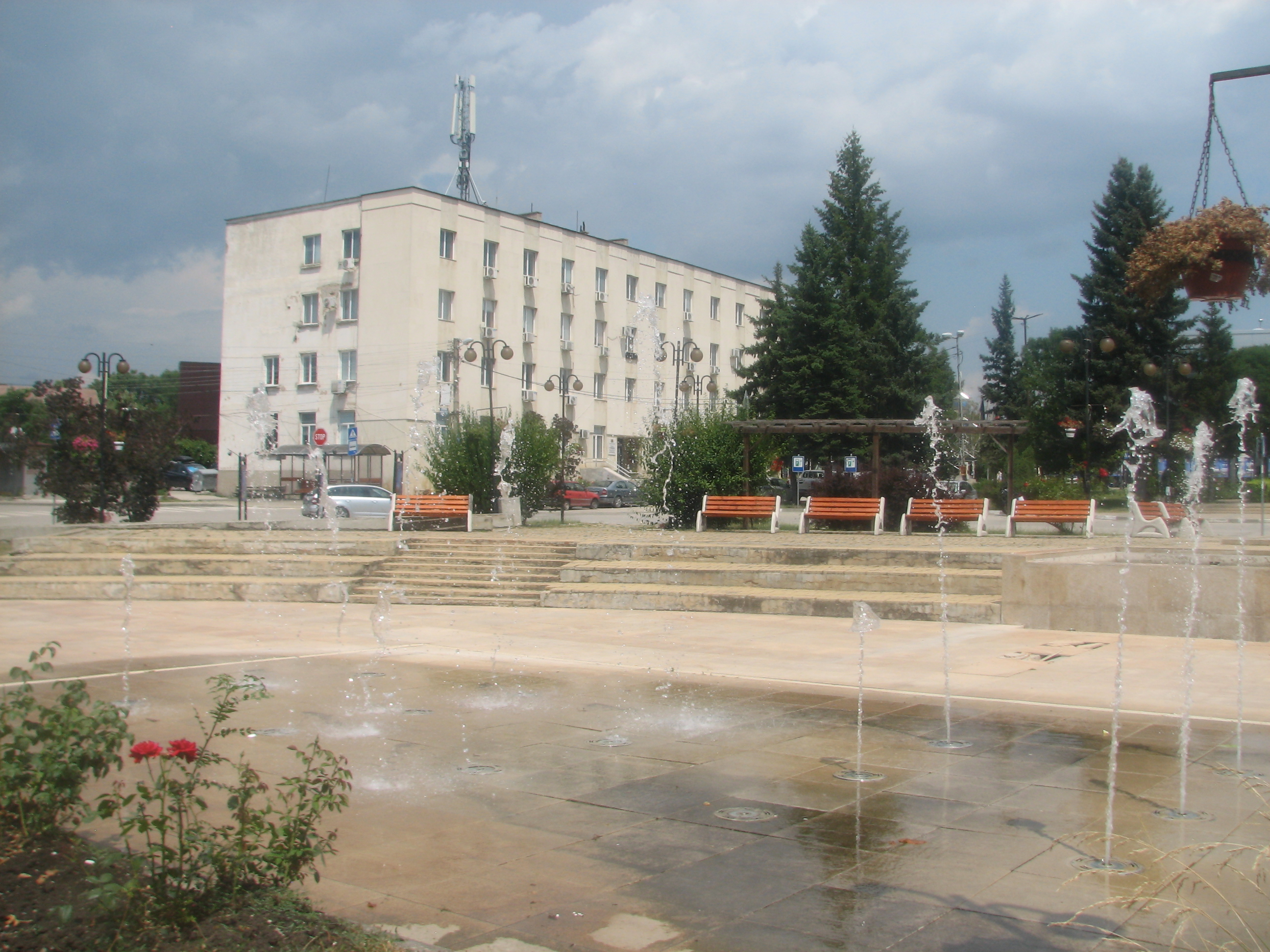
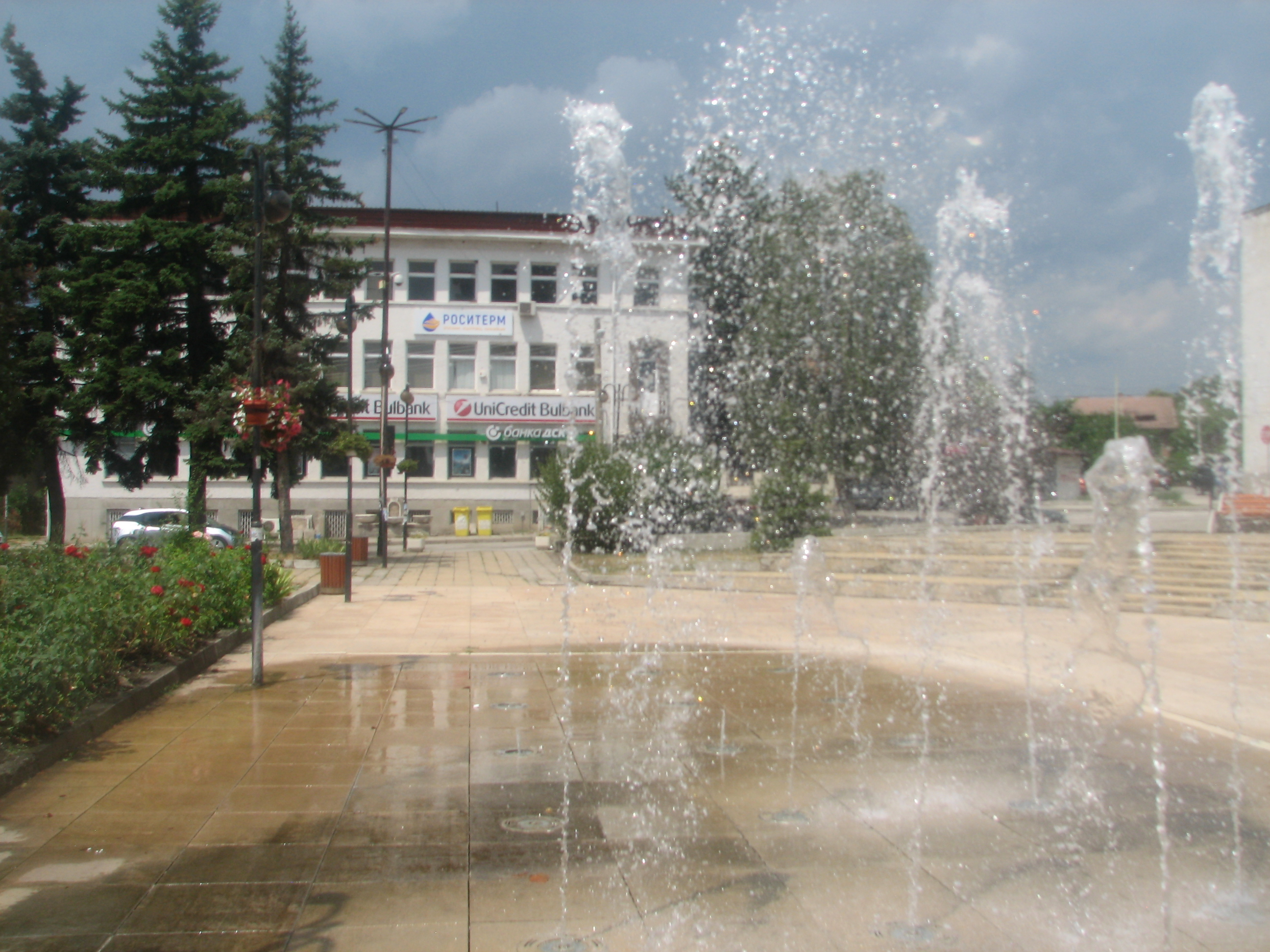
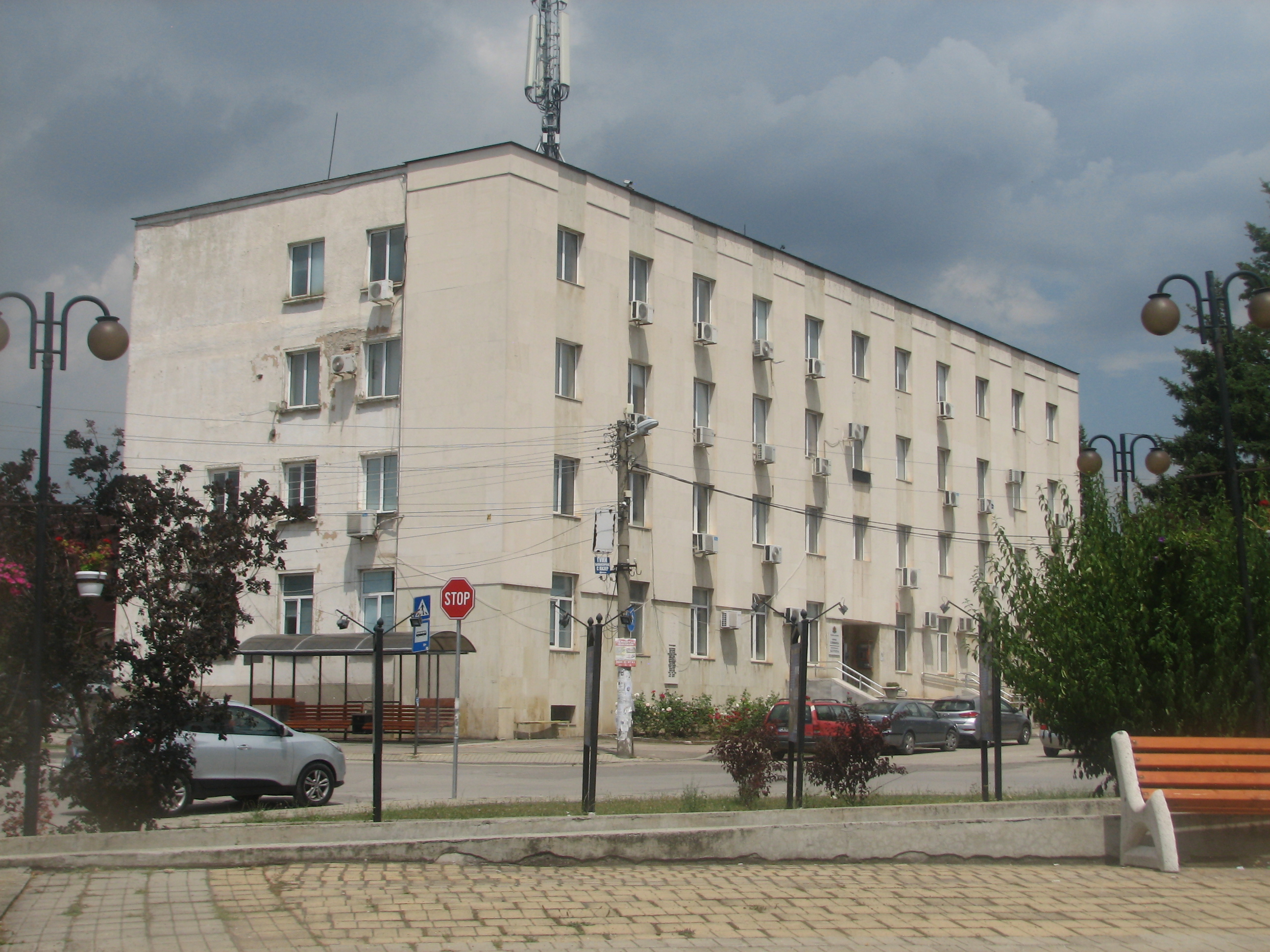
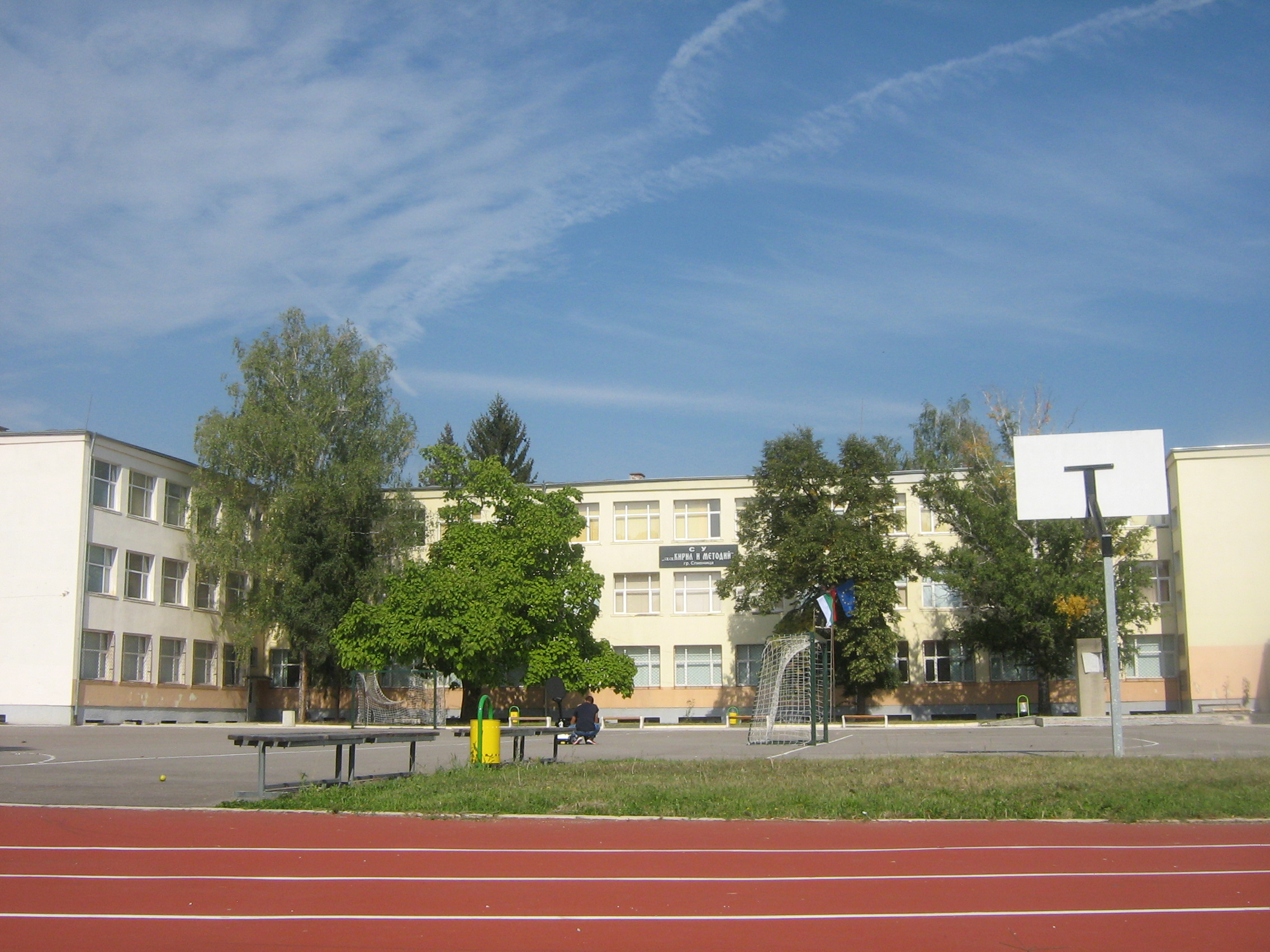
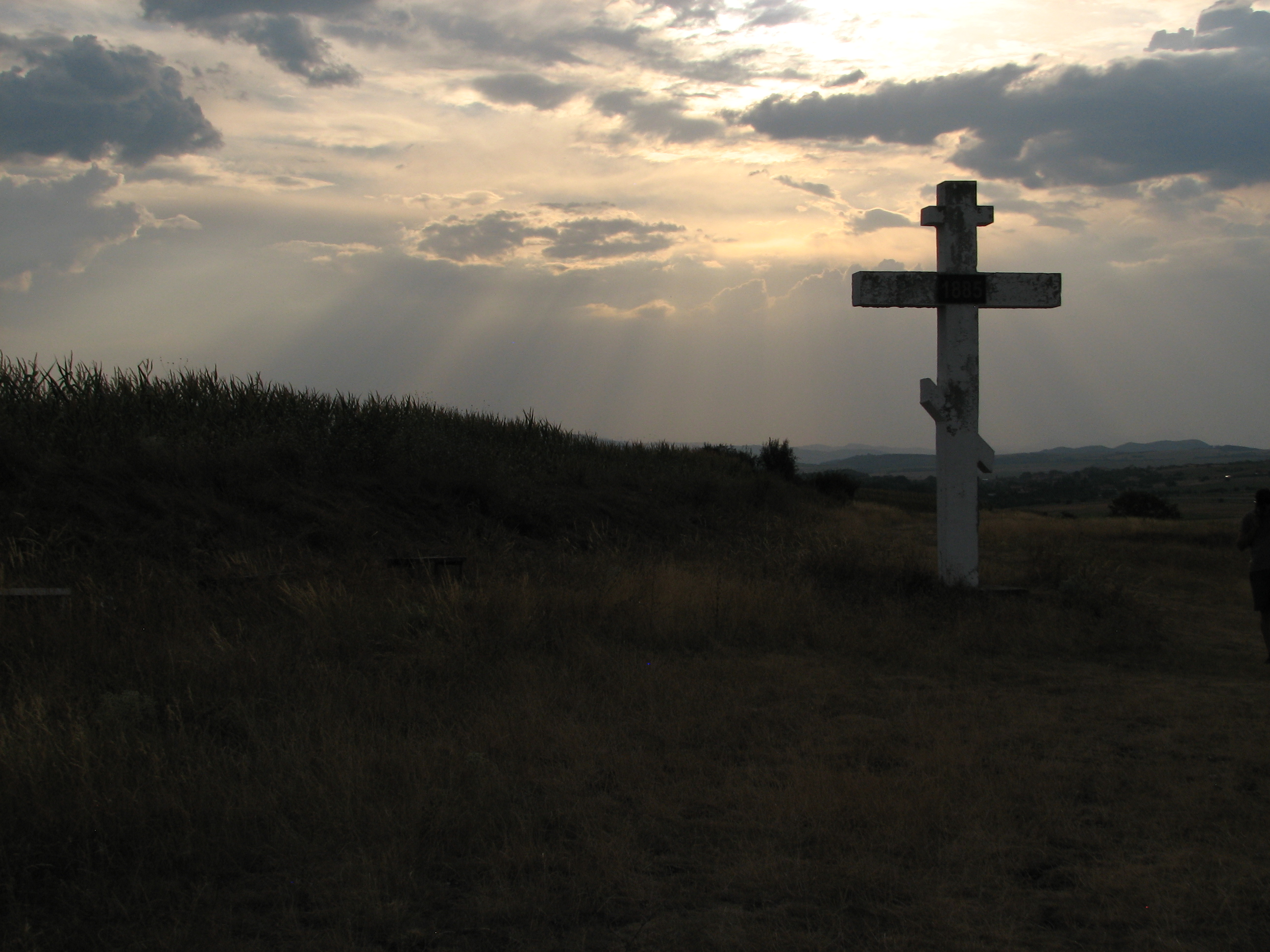
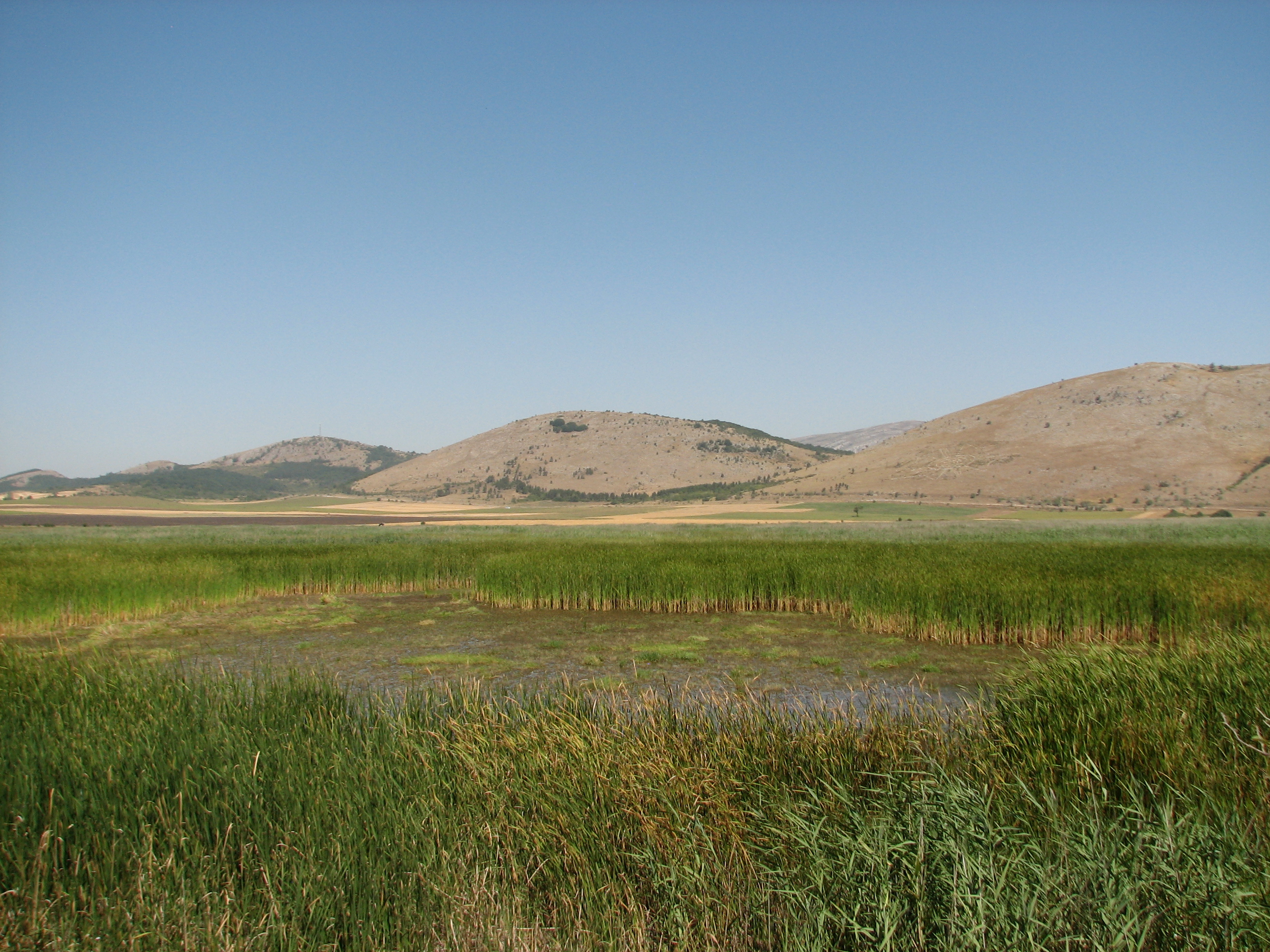
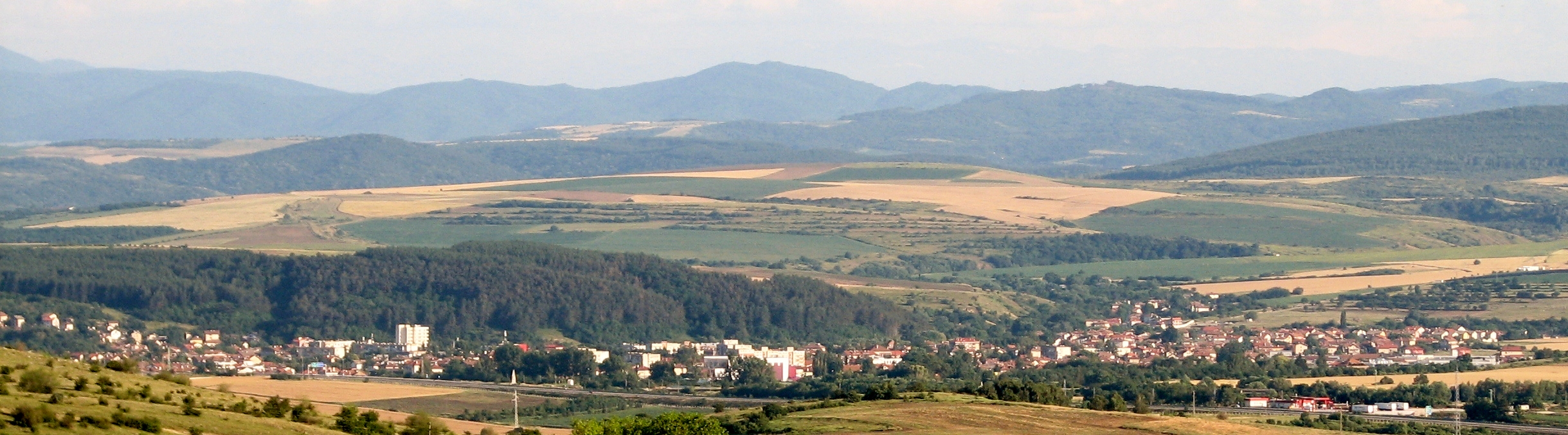
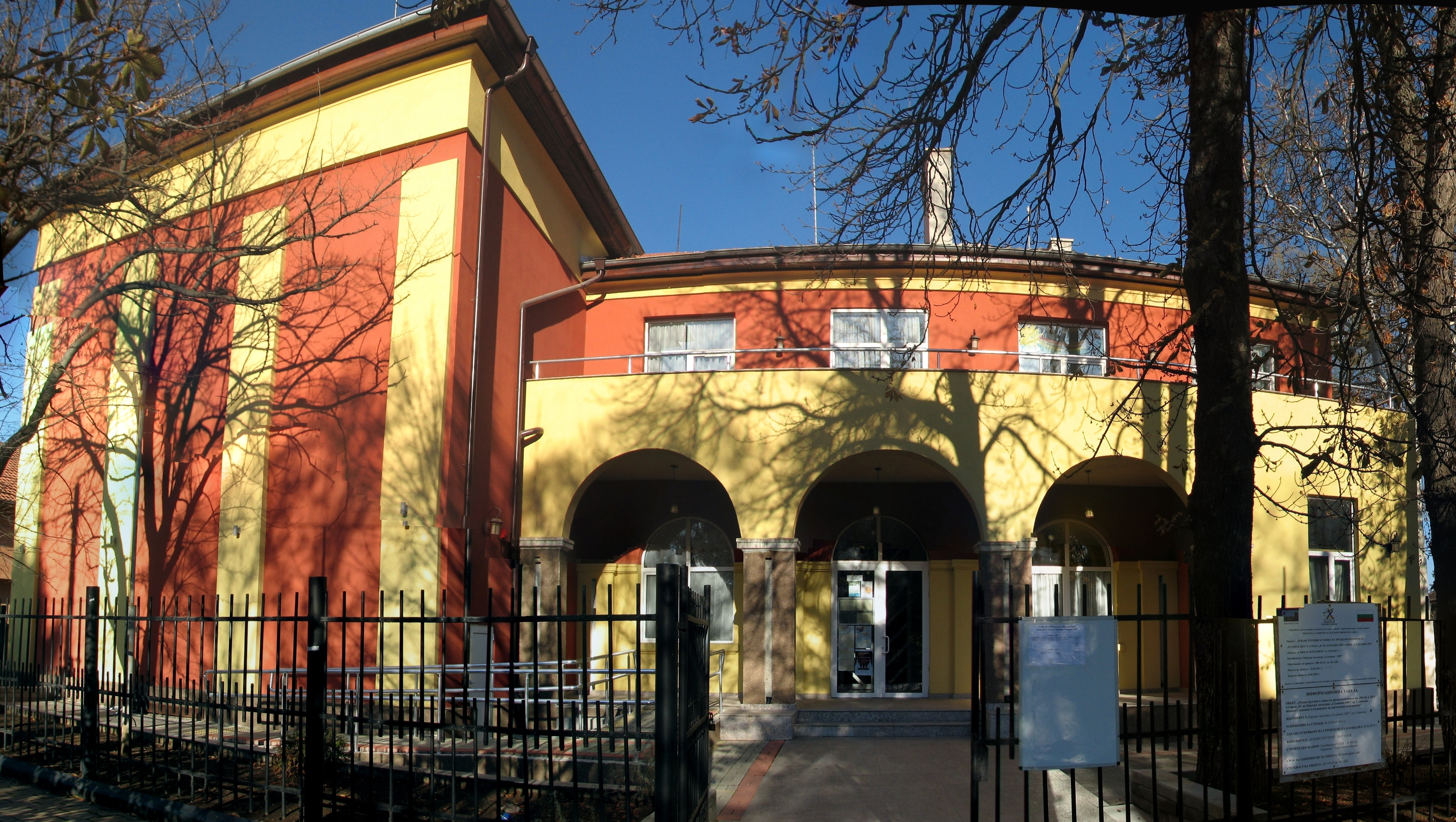

## Города-побратимы

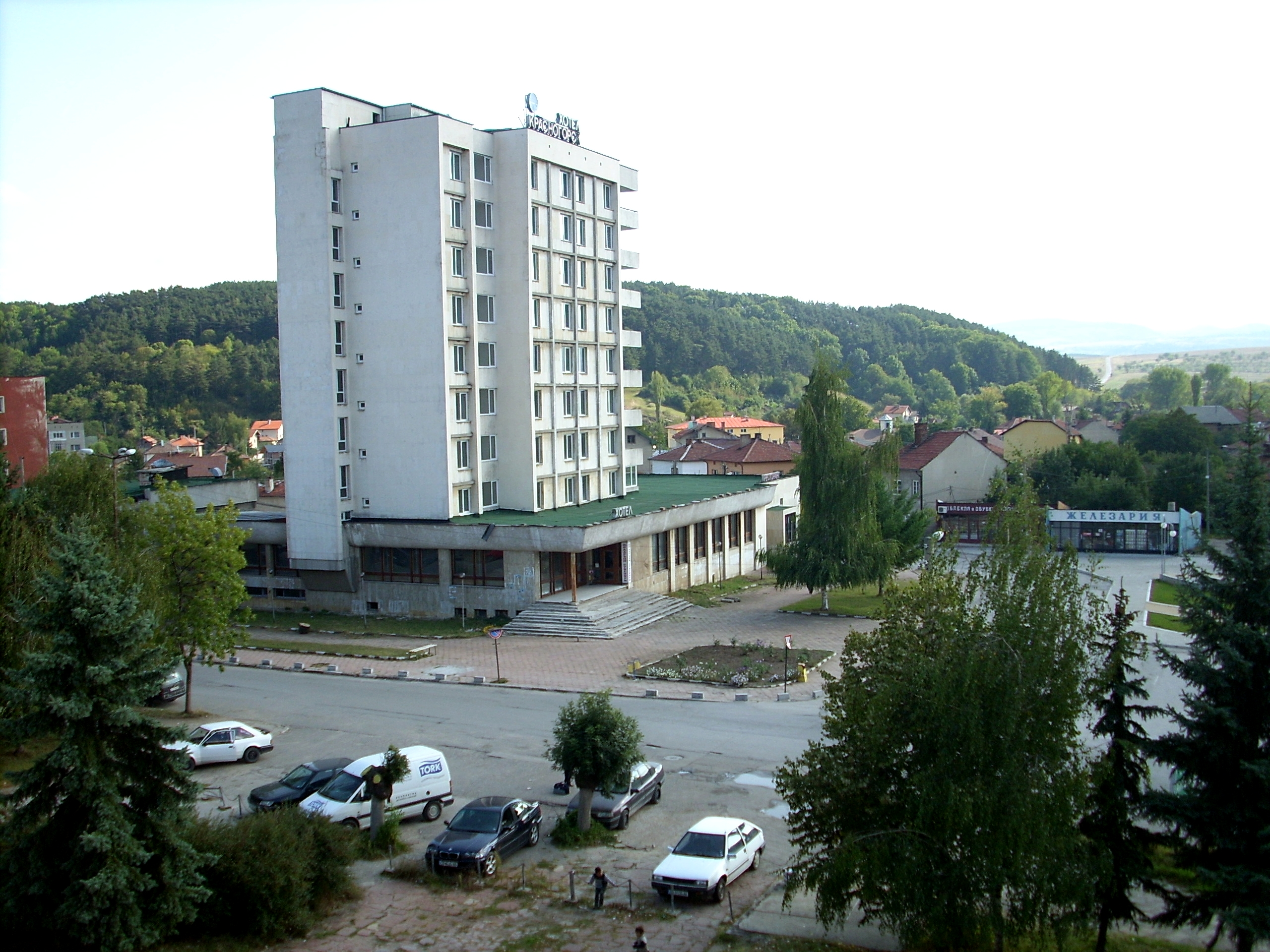
Гостиница «Красногорск»

- Красногорск, Россия
- Бабушница, Сербия